# Алмазный квезаль
Алмазный квезаль (лат. Pharomachrus fulgidus) — вид птиц семейства трогоновых, обитающий в Венесуэле и Колумбии. Описаны два подвида: Pharomachrus fulgidus fulgidus и Pharomachrus fulgidus festatus.

## Описание
Взрослый самец алмазного квезаля отличается золотой, зелено-бронзовой макушкой и затылком с ярко-зеленой грудью, спиной, крупом. Клюв самца маслянисто-желтый, а ноги коричневато-черные. Брюхо ярко-красное, крылья и верхняя часть хвоста черные. У самца удлиненные перья на лбу, образующие короткий хохолок. Белые кончики самых внешних ректриксов равны 50 мм в длину, следующие 55 мм и следующие 32 мм длиной. Взрослые самки менее радужные, без лобного гребня, а горло, живот и грудь кажутся коричнево-серыми, окаймленными зелёной полосой. Клюв и лапы самки имеют цвет от желтовато-коричневого до серого. У неполовозрелых птиц, как у самцов, так и у самок, перья более узкие и заостренные, чем у взрослых. Неполовозрелые самки имеют коричневую грудь.

## Среда обитания
Алмазный квезаль обитает в Колумбии, Венесуэле. Этот вид является эндемичным для северной части Южной Америки. Встречается в верхних тропических и субтропических зонах. Алмазный квезаль встречается в самых разных средах обитания, от субтропических до умеренных лесов, вторичных зарослей, опушек леса, влажных оврагов и кофейных плантаций. Из-за отсутствия наблюдений за алмазным квезалем неизвестно, почему они предпочитают эту среду, однако, вероятно, это связано с умеренными влажными условиями, наличием ягод и способностью находить небольшие расщелины в этих местах для гнездования.

## Размножение
Размножение преимущественно происходит ближе к концу засушливого сезона, с января по апрель. Считается, что репродуктивный цикл алмазного квезаля напрямую связан с наличием фруктов. Репродуктивная деятельность, включая ухаживание, гнездование и выращивание птенцов, происходит, когда в лесах больше всего фруктов. Это помогает видам на энергозатратных этапах их жизни, что может увеличить вероятность успешного размножения. Гнезда алмазного квзаля обычно располагаются на изолированных неместных деревьях, иногда в предыдущих норах дятлов и часто в стволах мертвых деревьев на высоте 4-10 м над землей. Гнезда наблюдались в старом дупле, выдолбленном дятлом, примерно в 5 м над землей, на высоте 1600 м. Они также могут гнездиться в гнездах термитов, откладывая 2-4 яйца белого или пастельного цвета. Первое размножение обычно происходит в возрасте одного-двух лет. Незрелые детеныши вылупляются голыми, быстро получая неполовозрелое оперение без значительной стадии пуха. Этот быстрый переход от голых к оперенным может быть наследственной характеристикой или результатом гнездования в условиях, где температура постоянна и для регулирования температуры не требуется пух. Этот вид оперяется примерно через три недели и приобретает взрослое оперение после второй предосновной линьки. Данных о выживаемости и конкуренции алмазного квезаля мало, однако, МСОП предполагает, что популяция стабильна.

## Поведение
Конкретные поведенческие привычки алмазного квезаля подробно не изучены. Однако предполагается, что они разделяют общие поведенческие модели семейства трогоновые. Алмазный квезаль летает быстро, но неохотно летает на большие расстояния. Предполагается, что алмазный квезаль ведет оседлый образ жизни.

## Угрозы
Хищники, охотящиеся на алмазного квезаля не были зарегистрированы, однако, как сообщается, на трогонов охотятся хищные млекопитающие и ястребы. Квезали также подвержены риску заражения паразитами, подобно тем, которые живут на певчих птицах или голубях в том же районе. Ornithoctona nitens, обитающий в неотропической Америке, по-видимому, является паразитом, специфичным для семейства трогоновые. Алмазный квезаль гнездится в дуплах старых деревьев, что потенциально ограничивает популяцию. Наличие мест гнездования часто может ограничивать репродуктивную способность и выживаемость птиц в таких популяциях. Уничтожение лесных массивов в значительной степени угрожает гнездящимся в дуплах птицам, так как использование ими мест гнездования напрямую зависит от наличия деревьев. Даже устойчивые методы ведения лесного хозяйства, например удаление мертвых деревьев, повышают риск сокращения популяции птиц, гнездящихся в древесных дуплах.

## Численность и распространение
Алмазный квезаль является эндемиком Америки. Вид встречается на высотах 900—1900 м в Венесуэле, в прибрежных Кордильерах от Яракуи до Миранды, в средних Кордильерах на Сьерро-Гольфо-Тристе и распространяется на восточные Кордильеры в Ансоатеги, северный Монагас и Сукре на восток до Сьерро-Умо. Этот вид также встречается на высоте 1500—2500 м над уровнем моря, распространен в колумбийских горах Санта-Марта в Сьерра-Неваде. Тем не менее, данный квезаль был зарегистрирован на высоте 725—775 м в Кукучике, Венесуэла, что позволяет предположить, что этот вид имеет более широкий диапазон распространения, чем наблюдалось. Белоперый квезаль также обитает в Гайане, однако его статус там неясен, а распределение его популяции там не задокументировано. Вероятно, это связано с тем, что виды населяют наиболее густые и дикие районы и овражные тропические леса. Хотя он имеет наименьшее распространение среди всех квезалей, он довольно распространен в тех пределах, где он встречается. Из-за отсутствия исследований алмазного квезаля конкретная численность популяции не известна.

## Статус и сохранение
Хотя алмазный квезаль может иметь ограниченный ареал, не прогнозируется, что он приблизится к границе уязвимости. Это связано с тем, что популяция видов не сокращается и не колеблется, качество их среды обитания стабильно, а структура их популяций устойчива. По этим причинам алмазный квезаль занесен в Красный список исчезающих видов МСОП как вид, вызывающий наименьшее беспокойство. Это означает, что никаких стратегий сохранения алмазного квезаля или мест его обитания не планируется и не осуществляется. Однако, отмечается, что необходимо провести дополнительные исследования этого вида и его популяции.